# Viel-Saint-Remy
Pour les articles homonymes, voir Viel et Saint-Remy.
Viel-Saint-Remy ou Viel-Saint-Rémy est une commune française, située dans le département des Ardennes en région Grand Est.

## Géographie
|                | Dommery         | Launois-sur-Vence |
| Wagnon         | Viel-Saint-Remy | Neuvizy           |
| Novion-Porcien |                 | Faissault         |

La commune est située à 2,2 km de Neuvizy.

### Hydrographie
La commune est traversée par la ligne de partage des eaux entre  les bassins hydrographiques Rhin-Meuse et Seine-Normandie. Elle est drainée par le ruisseau de Viel Saint-Remy, le ruisseau de Grimompre, le ruisseau d'Hameuzy, le ruisseau de la Pereuse, le ruisseau de Jeronval, le cours d'eau 02 des Aunes, le ruisseau du Moulinet, le ruisseau d'Argival, le ruisseau Fonds, le cours d'eau 03 de Bonne Fontaine et le ruisseau du Champ Brandon,.

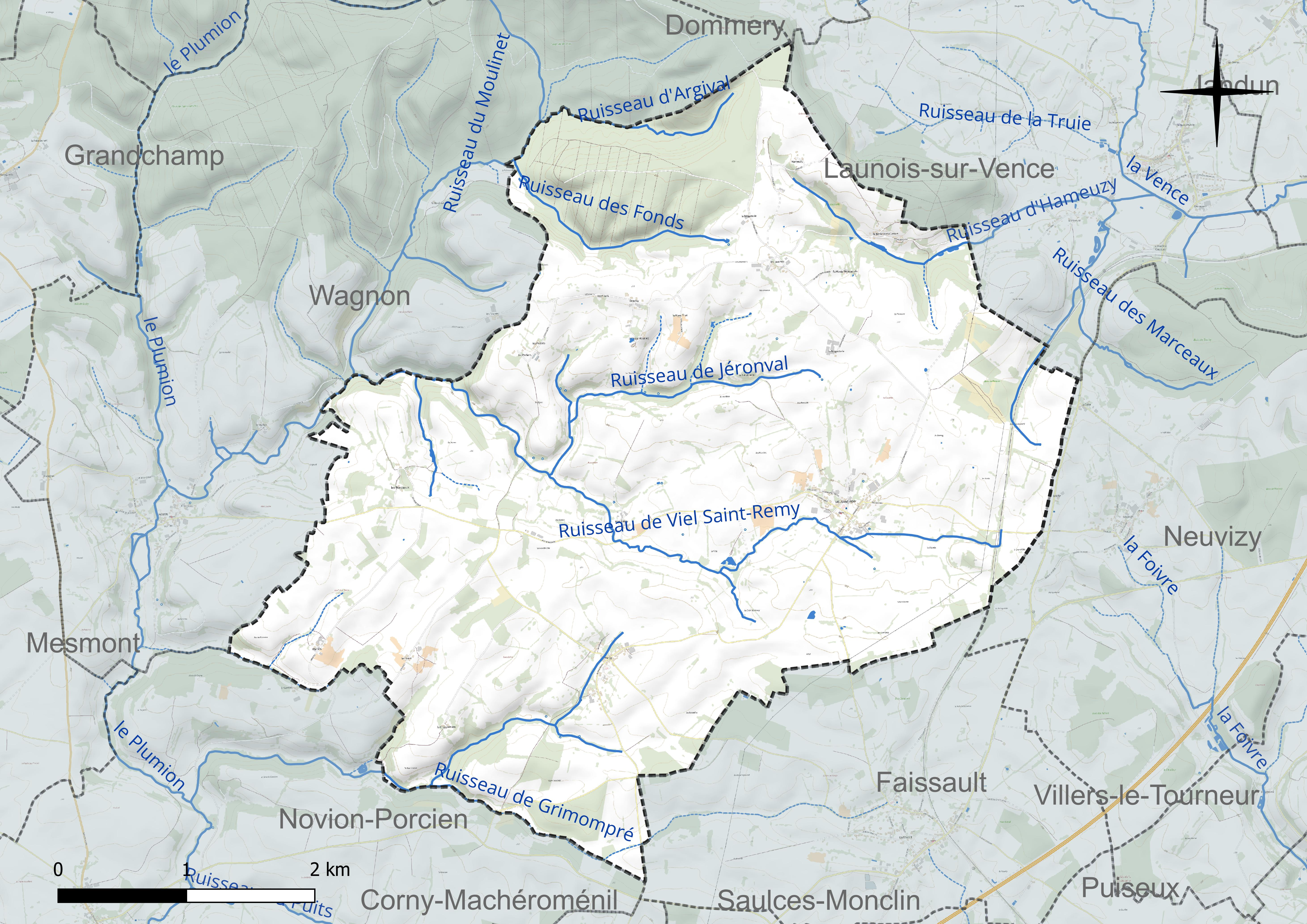
Réseau hydrographique de Viel-Saint-Remy.

### Climat
Pour des articles plus généraux, voir Climat du Grand Est et Climat des Ardennes.
En 2010, le climat de la commune est de type climat des marges montargnardes, selon une étude du Centre national de la recherche scientifique s'appuyant sur une série de données couvrant la période 1971-2000. En 2020, Météo-France publie une typologie des climats de la France métropolitaine dans laquelle la commune est exposée à un climat océanique altéré et est dans la région climatique  Nord-est du bassin Parisien, caractérisée par un ensoleillement médiocre, une pluviométrie moyenne régulièrement répartie au cours de l’année et un hiver froid (3 °C). 
Pour la période 1971-2000, la température annuelle moyenne est de 9,7 °C, avec une amplitude thermique annuelle de 15,4 °C. Le cumul annuel moyen de précipitations est de 915 mm, avec 13,1 jours de précipitations en janvier et 9,5 jours en juillet. Pour la période 1991-2020, la température moyenne annuelle observée sur la station météorologique de Météo-France la plus proche, « Launois-sur-Vence_sapc », sur la commune de Launois-sur-Vence à 4 km à vol d'oiseau, est de 10,5 °C et le cumul annuel moyen de précipitations est de 889,5 mm. 
La température maximale relevée sur cette station est de 39,4 °C, atteinte le 25 juillet 2019 ; la température minimale est de −12,8 °C, atteinte le 7 février 2012,,. 
Les paramètres climatiques de la commune ont été estimés pour le milieu du siècle (2041-2070) selon différents scénarios d'émission de gaz à effet de serre à partir des nouvelles projections climatiques de référence DRIAS-2020. Ils sont consultables sur un site dédié publié par Météo-France en novembre 2022.

## Urbanisme

### Typologie
Au 1er janvier 2024, Viel-Saint-Remy est catégorisée commune rurale à habitat très dispersé, selon la nouvelle grille communale de densité à 7 niveaux définie par l'Insee en 2022.
Elle est située hors unité urbaine. Par ailleurs la commune fait partie de l'aire d'attraction de Charleville-Mézières, dont elle est une commune de la couronne,. Cette aire, qui regroupe 132 communes, est catégorisée dans les aires de 50 000 à moins de 200 000 habitants,.

### Occupation des sols
L'occupation des sols de la commune, telle qu'elle ressort de la base de données européenne d’occupation biophysique des sols Corine Land Cover (CLC), est marquée par l'importance des territoires agricoles (84,4 % en 2018), en augmentation par rapport à 1990 (83,1 %). La répartition détaillée en 2018 est la suivante : 
prairies (63,3 %), terres arables (16 %), forêts (14,4 %), zones agricoles hétérogènes (5,2 %), zones urbanisées (1,2 %). L'évolution de l’occupation des sols de la commune et de ses infrastructures peut être observée sur les différentes représentations cartographiques du territoire : la carte de Cassini (XVIIIe siècle), la carte d'état-major (1820-1866) et les cartes ou photos aériennes de l'IGN pour la période actuelle (1950 à aujourd'hui).

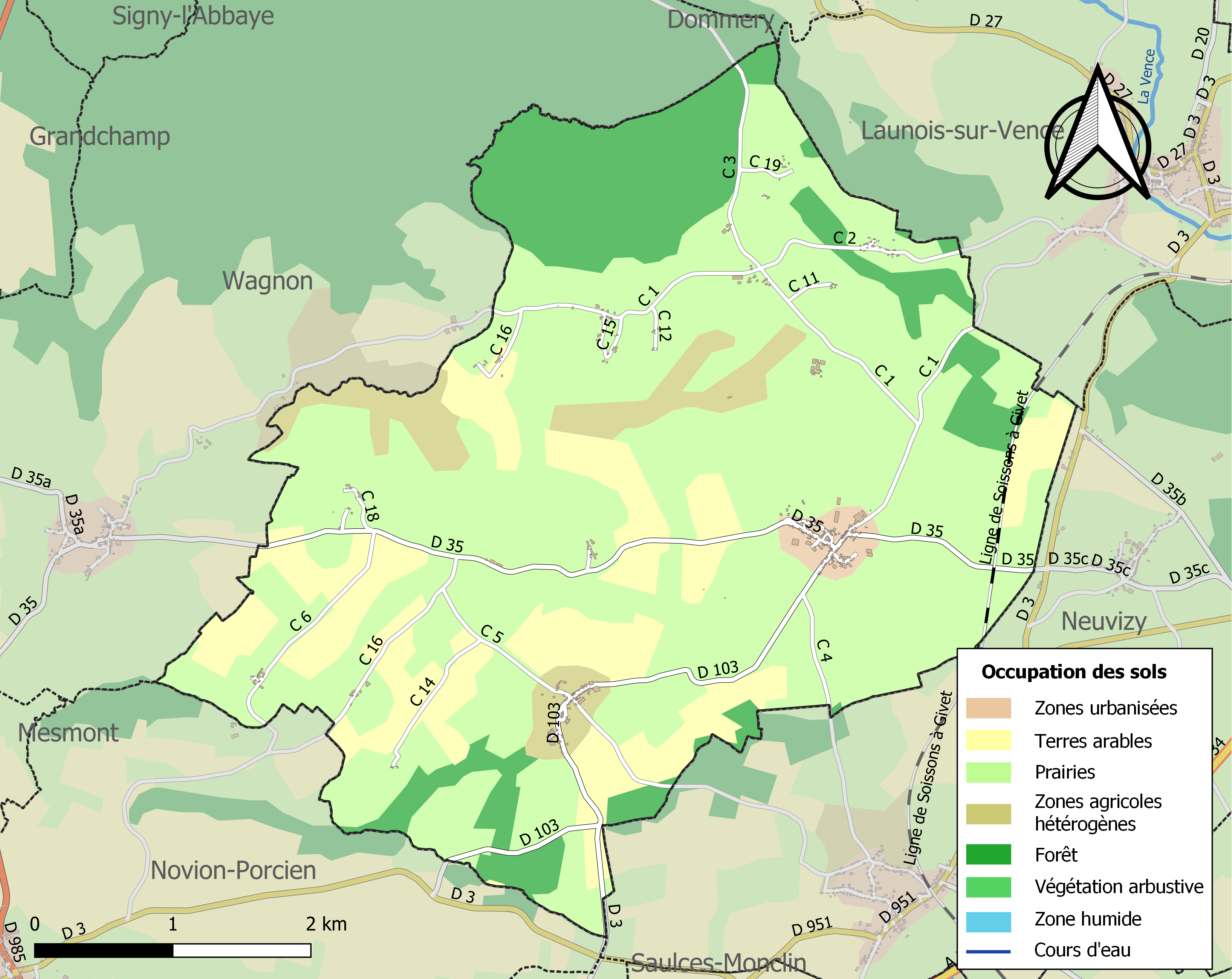
Carte des infrastructures et de l'occupation des sols de la commune en 2018 (CLC).

## Toponymie
Le nom de la localité est attesté sous les formes potestate Vici Sancti Remigii en 1241 , Vielz S. Remy en 1384-1405, Vieux en 1392.
Du latin viculus « petit village » ; attribut de l'oïl vieil « vieux ».
Saint-Remy est un hagiotoponyme qui fait référence à Remi de Reims. On ne s’étonnera pas de trouver, parmi les attestations les plus anciennes, le nom de saint Remi dans Viel-Saint-Rémy et Sault-Saint-Remy : cela tient non pas aux souvenirs laissés par le thaumaturge, mais aux biens que possédait dans ces localités l’abbaye de
Saint-Remi de Reims. Jean-Pierre Devroey rappelle que ces deux villae figurent parmi les quatre plus importantes possessions de l’abbaye. 

## Histoire
L'église et le village furent fondés par l'abbaye Saint-Remi de Reims.

La commune compte 22 hameaux.
Passage de la voie romaine Reims-Cologne.

## Politique et administration
| Période                                  | Période  | Identité             | Étiquette | Qualité |
| ---------------------------------------- | -------- | -------------------- | --------- | ------- |
| Mai 2008                                 |          | Jean-François Dupont |           |         |
| Mai 2020                                 | En cours | Philippe Daubange    |           |         |
| Les données manquantes sont à compléter. |          |                      |           |         |

## Démographie
L'évolution du nombre d'habitants est connue à travers les recensements de la population effectués dans la commune depuis 1793. Pour les communes de moins de 10 000 habitants, une enquête de recensement portant sur toute la population est réalisée tous les cinq ans, les populations de référence des années intermédiaires étant quant à elles estimées par interpolation ou extrapolation. Pour la commune, le premier recensement exhaustif entrant dans le cadre du nouveau dispositif a été réalisé en 2008.

En 2022, la commune comptait 300 habitants, en évolution de −2,6 % par rapport à 2016 (Ardennes : −2,97 %, France hors Mayotte : +2,11 %).
| 1793  | 1800  | 1806  | 1821  | 1831  | 1836  | 1841  | 1846  | 1851  |
| ----- | ----- | ----- | ----- | ----- | ----- | ----- | ----- | ----- |
| 1 094 | 1 124 | 1 139 | 1 192 | 1 291 | 1 349 | 1 354 | 1 370 | 1 386 |

| 1866  | 1872  | 1876  | 1881  | 1886  | 1891 | 1896 | 1901 | 1906 |
| ----- | ----- | ----- | ----- | ----- | ---- | ---- | ---- | ---- |
| 1 197 | 1 139 | 1 059 | 1 026 | 1 011 | 940  | 857  | 802  | 754  |

| 1911 | 1921 | 1926 | 1931 | 1936 | 1946 | 1954 | 1962 | 1968 |
| ---- | ---- | ---- | ---- | ---- | ---- | ---- | ---- | ---- |
| 717  | 602  | 582  | 529  | 508  | 419  | 404  | 372  | 351  |

| 1975 | 1982 | 1990 | 1999 | 2006 | 2008 | 2013 | 2018 | 2022 |
| ---- | ---- | ---- | ---- | ---- | ---- | ---- | ---- | ---- |
| 307  | 292  | 241  | 243  | 245  | 245  | 290  | 295  | 300  |

## Culture locale et patrimoine

### Lieux et monuments
- Église Saint-Rémi inscrit au titre des monuments historiques en 1943[22].
- Église Saint-Marc de Margy.

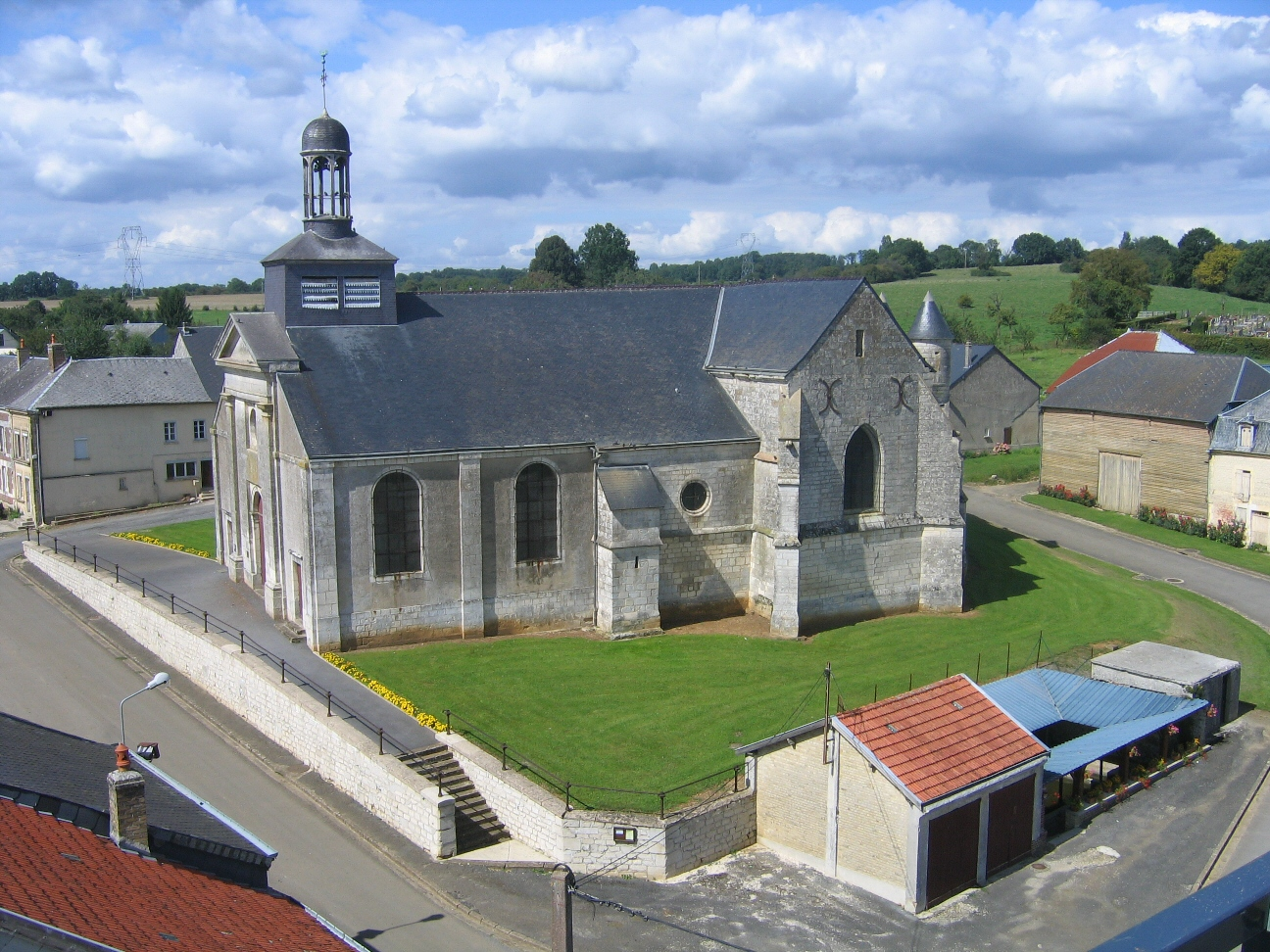
Église Saint-Rémi.
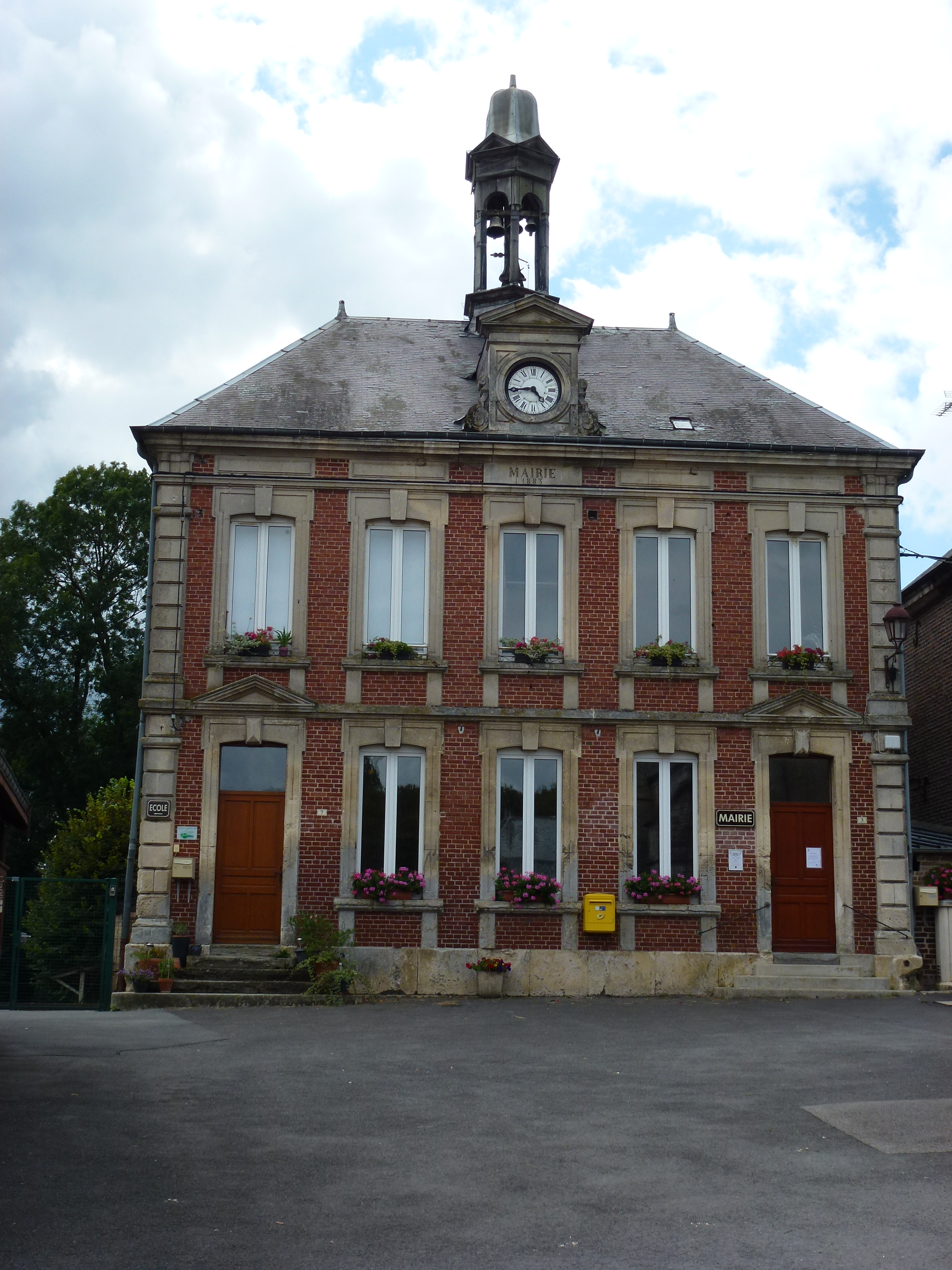
La mairie.

### Personnalités liées à la commune
- Martin François Dunesme né en 1767 et mort au combat le 30 août 1813 à la bataille de Kulm (Tchéquie), général des armées de la République et de l'Empire.

### Héraldique
| Blason de Viel-Saint-Remy | Blason  | De gueules à l'échauguette d'argent ajourée du champ et maçonnée de sable, accostée de deux fers de hallebarde adossés d'or, au chef cousu d'azur à la croix d'argent. |
| Blason de Viel-Saint-Remy | Détails | Le statut officiel du blason reste à déterminer. |